# Прополка Ковент-Гардена, или Мировой судья из Миддлсекса
«Прополка Ковент-Гардена, или Мировой судья из Миддлсекса» (англ. The Weeding of the Covent Garden, or the Middlesex Justice of Peace, альтернативное название — The Covent Garden Weeded) — театральная пьеса каролинсгкой эпохи; комедия, которую написал британский драматург Ричард Бром. Пьеса была впервые опубликована в 1659 году в книге ин-октаво «Пять новых пьес» — это был сборник пьес Ричарда Брума, который выпустили книготорговцы Эндрю Крук (англ. Andrew Crooke) и Генри Брум (англ. Henry Brome).
Даты написания и первой постановки пьесы точно не известны; впрочем, она не могла быть написана раньше 1632 года, когда застройка Ковент-Гардена стала предметом публичной дискуссии. Возможно, пьеса ставилась актёрской компанией «Королевская рать» (англ. King's Men), с которой сотрудничал Шекспир на протяжении большей части своей карьеры.
«Прополка Ковент-Гардена…» представляет собой значительную сатиру на зарождающиеся черты капитализма, проявляющие себя в ходе строительства недвижимости в городе эпохи раннего Нового времени.

## История создания

### Ковент Гарден
Даже в первой половине XVII века ещё велись жаркие споры на тему крупного городского строительства. В елизаветинской и яковианской эпохах были специальные законы, контролирующие «расползание городов»: в частности, в те времена это выражалось в слиянии Лондона с близлежащим Вестминстером. В начале XVII века последние открытые пространства между этими двумя городами находились под давлением, причём участок Линкольнс-Инн-Филдс был частично застроен. Таким образом Ковент-Гарден — прежде он назывался «конвент гарден», т.е «монастырский сад», прикреплённый к Вестминстерскому аббатству — был следующей очевидной целью для застройки.
В январе 1631 года Фрэнсис Рассел, 4-й граф Бедфорд (англ. Francis Russell, 4th Earl of Bedford) получил от короля Карла I особое разрешение на новое строительство, в котором нуждался для большого строительного проекта (площадь в Континентальном стиле). Это разрешение обошлось Бедфорду в 2000 фунтов, а Карлу I большие деньги пришлись очень кстати — он как раз распустил парламент и начал период своего единоличного правления, длившийся одиннадцать лет.

### Иниго Джонс
Исаак де Ко (англ. Isaac de Caux) возвёл ряд домов на северной и восточной сторонах площади, но Иниго Джонс — известный английский архитектор эпохи ренессанса — спроектировал Церковь святого Павла на западной стороне площади. К тому же Джонс на тот момент занимал должность королевского Генерального Наблюдателя, так что волей-неволей должен был принимать участие во всём строительном проекте, задуманном Бедфордом. Следовательно, Брум сосредоточился на фигуре Джонса и сделал предметом своей сатиры жадность и спекуляции в сфере постройки недвижимости. Была и ещё одна причина: Брум, как преданный последователь Бена Джонсона,, должен был знать, что у Бена была длительная «битва самолюбия» с Иниго Джонсом в тот период, когда они вместе готовили придворные театральные представления для двора Стюартов (Иниго придумывал костюмы и декорации, а Бен писал тексты). Несчастливое партнёрство завершилось в 1631 году, с победой Джонса и поражением Джонсона.
Брум выразил свою сатиру в двух персонажах с «говорящими» фамилиями — это архитектор Мухлюйсчёт (англ. Rookbill) и мировой судья Куриймозг (англ. Cockbrain); оба эти образа олицетворяют Иниго Джонса, который в то время ещё и служил мировым судьёй в Вестминстере и Миддлсексе.

## Пьеса
Пьеса представляет собой нечто большее, чем просто сатиру на современное ей явление; среди её ролей присутствуют «Пуританин по имени Габриэль, „блудница в пурпуре“ (англ. a scarlet woman) предположительно из Венеции, различные гневные отцы и замаскированные любовники, а также группа хулиганов, известных как „Братья Клинка“ (англ. The Brothers of the Blade), изгнание которых и дало пьесе её название.» С помощью такой подборки персонажей Брум показывает лондонскую жизнь тех лет, внимательно схваченную и изображённую в реалистическом стиле. Пьеса привлекла критические комментарии в связи с тем, что её сатира направлена сразу и на современное светское общество, и на пуритан; а также за необычную сцену, в которой две проститутки сражаются друг с другом на мечах (Акт IV, сцена I). Некоторые критики жаловались, что пьеса обладает «слабой структурой», и даже утверждали, что у неё «нет основного сюжета».

### Приём «реальных мест»
Тема Ковент-Гардена заинтересовала не только Брума, но и его современника — драматурга Томаса Нэббса (англ. Thomas Nabbes). Он тоже создал пьесу на данную тему. Его пьеса была поставлена в 1633 и напечатана в 1638.
В 1630-х часто появлялись пьесы, использующие приём «реальных мест» (англ. place realism) — в них были представлены реально существующие достопримечательности и учреждения Лондона. Примером могут послужить такие пьесы, как «Голландский лагерь» (англ. Holland's Leaguer) 1631 года за авторством Шэкерли Мармиена (англ. Shackerley Marmion); «Гайд Парк» 1632 года за авторством Джеймса Ширли (англ. James Shirley); или «Двор Тоттенхэм» (англ. Tottenham Court) 1634 года за авторством Нэббса.
Другие пьесы Брума тоже разделяли эту театральную моду.